# Marie Lalá
Marie Lalá Nilsson, född 28 december 1981 i Ronneby, är en svensk popsångerska. Musiken beskrivs som jazzinspirerad retropop.
Marie Lalá är uppvuxen i Ronneby med klättring som sitt stora intresse. Efter gymnasiet bodde hon två år i Thailand där hon ägnade sig helt åt detta, följt av ett års utbildning i England för att bli luftakrobat. Detta ledde till en karriär som säkerhetsansvarig industriklättrare på en oljeplattform. Efter fem år på Nordsjön sade hon upp sig för att ägna sig åt musik på heltid och 2012 släppte hon sitt första studioalbum. Detta uppmärksammades i bland annat TV4-nyheterna och SVT Kulturnyheterna. Hon har därefter släppt flera nya album parallellt med sina studier i musikproduktion vid Örebro universitet.
Under valrörelsen 2014 släppte Marie Lalá singeln och musikvideon Det är nu det hender som ett bidrag till Feministiskt initiativs valkampanj.

## Diskografi

### Studioalbum
- 2012 – Search of Sound
- 2013 – Surrender My Soul
- 2014 – Har jag sagt att jag älskar dig?
- 2015 – Stjärnfall och tårar

### Singlar
- 2013 – Without you
- 2014 – Det är nu det hender (Valkampanjlåt för Feministiskt initiativ)